# Далія Контрерас
Далія Контрерас  (ісп. Dalia Contreras, 20 вересня 1983) — венесуельська тхеквондистка, олімпійська медалістка.

## Виступи на Олімпіадах
| Олімпіада  | Дисципліна | Місце |
| ---------- | ---------- | ----- |
| Афіни 2004 | до 49 кг   | 8T    |
| Пекін 2008 | до 49 кг   | 3T    |